# 270 (szám)
A 270 (római számmal: CCLXX) egy természetes szám. A 270° nevezetes szög.

## A szám a matematikában
A tízes számrendszerbeli 270-es a kettes számrendszerben 100001110, a nyolcas számrendszerben 416, a tizenhatos számrendszerben 10E alakban írható fel.
A 270 páros szám, összetett szám, kanonikus alakban a 21 · 33 · 51 szorzattal, normálalakban a 2,7 · 102 szorzattal írható fel. Tizenhat osztója van a természetes számok halmazán, ezek növekvő sorrendben: 1, 2, 3, 5, 6, 9, 10, 15, 18, 27, 30, 45, 54, 90, 135 és 270.
Ritkán tóciens szám.
Megadható 8 egymást követő prímszám összegeként, valamint három köbszám összegeként:
- 19 + 23 + 29 + 31 + 37 + 41 + 43 + 47 = 270
- 33 + 33 + 63 = 270

A 270° (azaz {\displaystyle _{\frac {3\pi }{2}}} radián) nevezetes szög, szinusza −1, koszinusza és kotangense 0.
A 270 négyzete 72 900, köbe 19 683 000, négyzetgyöke 16,43168, köbgyöke 6,46330, reciproka 0,0037037. A 270 egység sugarú kör kerülete 1696,46003 egység, területe 229 022,10445 területegység; a 270 egység sugarú gömb térfogata 82 447 957,6 térfogategység.
A 270 helyen az Euler-függvény helyettesítési értéke 72, a Möbius-függvényé 0, a Mertens-függvényé −2.
A 270 Harshad-szám a tízes számrendszerben. Osztóharmonikus szám